# Oligodon torquatus
Oligodon torquatus este o specie de șerpi din genul Oligodon, familia Colubridae, descrisă de Boulenger 1888. Conform Catalogue of Life specia Oligodon torquatus nu are subspecii cunoscute.